# Saltugilia australis
Saltugilia australis är en blågullsväxtart som först beskrevs av H. Mason och A.D. Grant, och fick sitt nu gällande namn av L.A.Johnson. Saltugilia australis ingår i släktet Saltugilia och familjen blågullsväxter. Inga underarter finns listade i Catalogue of Life.